# Fraat IV.
Fraat IV. Partski (perzijsko فرهاد چهارم‎), sin Oroda II. Partskega in veliki kralj Partskega cesarstva, ki je vladal od leta 37 do 2 pr. n. št., * ni znano, † 2 pr. n. št..
Na partski prestol je prišel leta 37 pr. n. št. po smrti svojega brata Pakorja I. Kmalu po prihodu na oblast je umoril očeta, vse svoje brate in sina.
Leta 36 pr. n. št. ga je z vojsko 100.000 vojakov ob podpori armenskega kralja Artavazda II. napadel rimski general Mark Antonij, ki je skozi Armenijo vdrl v Medijo Atropateno (današnji Azerbajdžan). Doživel je katastrofalen poraz in izgubil 32.000 vojakov. Bil je prepričan, da ga je armenski kralj izdal, zato je leta 34 pr. n. št. napadel Armenijo, ujel Artavazda in sklenil mir s kraljem Artavazdom I. Atropatenskim.
Ko je v Rimski republiki izbruhnila državljanska vojna z Oktavijanom, Mark Antonij ni več obvladoval osvojenih ozemelj. Fraat IV. je kmalu ponovno osvojil Atropateno in izgnal Artavazdovega sina Artaksa nazaj v Armenijo. 
Zaradi številnih okrutnih dejanj je razjezil svoje podložnike, ki so zato leta 32 pr. n. št. na njegov prestol postavili Tiridata II. Fraat je s pomočjo Skitov ponovno prišel na partski prestol, Tiridat pa je pobegnil v Sirijo. Rimljani so upali, da bo Oktavijanu uspelo maščevati poraz, ki so ga Parti prizadeli njihovemu generalu Marku Liciniju Krasu, vendar so se morali zadovoljiti z mirovno pogodbo, s katero jim je Fraat vrnil vojne ujetnike in legijske praporščake, Armenija pa je v zameno postala rimska vazalna država. 
Fraat IV., katerega največji sovražniki so bili člani njegove družine, je kmalu zatem kot talce, ki bi zagotovili izpolnjevanje mirovne pogodbe, poslal Oktavijanu pet svojih sinov, s čimer je priznal svojo odvisnost od Rima. Med talci je bil tudi Tiridat III., katerega so Rimljani poskušali leta 35 n. št. ustoličiti kot svojega vazalnega kralja.  
Za takšen načrt ga je nagovorila neka italska sužnja Muza, ki jo je kot darilo dobil od Oktavijana in je postala njegova ljubljenka. Fraat IV. je za svojega naslednika izbral njenega sina Fraata V., ki je bolj poznan po pomanjševalnici Fraatek. Ko je Muza odstranila vse tekmece za partski prestol, je leta 2 pr. n. št. s sinovo pomočjo zastrupila Fraata IV. in skupaj s sinom zasedla njegov prestol.

## Vira
- Encyclopædia Britannica, 11. izdaja, Cambridge University Press, 1911.
- Junijan Justin, Historiarum Philippicarum, xlii.